# Lycosa properipes
Lycosa properipes este o specie de păianjeni din genul Lycosa, familia Lycosidae, descrisă de Simon, 1909.
Este endemică în Western Australia. Conform Catalogue of Life specia Lycosa properipes nu are subspecii cunoscute.